# Kollektive Identität

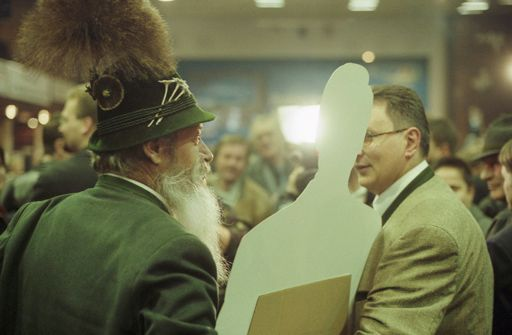
Vertreter der Bayerischen Ethnie in Tracht bei einer Politikveranstaltung in Passau

Kollektive Identität (von lateinisch collectivus ‚angesammelt‘ und identitas ‚Einheit‘) bezeichnet in der Soziologie eine soziale Wir-Identität oder das Empfinden von Individuen, gemeinsam einer bestimmten kollektiven Einheit oder sozialen Lebensgemeinschaft anzugehören, die durch spezifische Merkmale gekennzeichnet ist und sich dadurch von anderen Kollektiven unterscheidet.

## Begriffliche Annäherung
Kollektive Identität besteht aus Eigenschaften, die einem Kollektiv (Volk, Nation, Glaubensgemeinschaft) zugerechnet werden. Es sind nicht die tatsächlichen Gruppeneigenschaften, welche die kollektive Identität ausmachen, sondern Eigenschaften, von denen angenommen wird, dass sie existieren. Diese Eigenschaften können sich auf die Kultur, Sprache, Geschichte, Religion oder Ethnie beziehen. Ein Kollektivbewusstsein wird nicht natürlich erzeugt, sondern sozial konstruiert. Es resultiert bewusst oder unbewusst aus Interaktionen, die nach sozialen Mustern und Strukturen verlaufen. Die kollektive Identität kann sich auf eine gemeinsame Vergangenheit oder eine gemeinsame Vorstellung von Zukunft gründen. Sie muss in das Selbstkonzept der einzelnen Person eingebaut werden, um so im Denken und Handeln wirksam zu werden. Das bedeutet, dass die kollektive Identität für das Individuum dann als relevant erachtet wird, wenn die Person bereit ist, sich für eine Gruppenidentität einzusetzen und ihr Handeln und Denken danach auszurichten. Wenn sich demnach zum Beispiel jemand als Europäer fühlt, ist er auch bereit, sich für Europa einzusetzen.

### Zum Begriff der Identität
In der Alltagssprache wie auch in lexikalischen Definitionen wird Identität häufig als „vollkommene Gleichheit“ bezeichnet. In der Definition von Knaurs Fremdwörterlexikon bezeichnet ‚Identität‘ (von lateinisch idem: eben der, ein und derselbe) „vollkommene Gleichheit“ bzw. „Übereinstimmung“. Sind Objekte gleich, so handelt es sich um zwei oder mehrere, also nicht identische Objekte. Sind sie dagegen identisch, existieren sie nur einmal. Anstelle des Begriffs der Gleichheit treffen Begriffe wie Einheit, Unverwechselbarkeit oder Authentizität den Identitätsbegriff in diesem Kontext eher. Die individuelle Identität einer Person und die kollektive Identität einer Gemeinschaft weisen eine ähnliche Struktur auf: Menschen sind sich vollkommen sicher, dass sie existieren; jedoch sind sie nicht in der Lage, ihre Identität oder die Identität einer Nation, einer Familie oder ethnischer Gruppen gänzlich zu beschreiben. Nach Giesen und Seyfert stellt niemand, der sich einer Gemeinschaft zurechnet, dabei kritische Fragen. Wenn dies doch der Fall ist, deutet das darauf hin, dass ein Individuum Zweifel am Bestehen einer Identität äußert. Ziel einer kollektiven Identität sollte es jedoch sein, Fraglosigkeit zu konstruieren.
Kollektive Identität beruht vermeintlich auf einem Wertekonsens und geteilten Normen. Diese sind jedoch so grundsätzlich und abstrakt, dass sie völlig gegensätzliche Schlussfolgerungen zulassen. Die kollektive Identität ist also eine Materie, die nicht immer konkret ist, sondern der, aufgrund ihrer Unbestimmtheit, jeglicher mögliche Sinn zugeschrieben werden kann.

## Unterscheidung von kollektiver Identität in der Soziologie und Psychologie
Der Begriff der Identität hat seinen Ursprung sowohl in der Soziologie der Chicago-Schule als auch in der Psychoanalyse Sigmund Freuds. Die Sozialwissenschaftler Lutz Niethammer und Bernhard Giesen als auch Jürgen Straub und Dieter Rucht verweisen auf die Schlüsselrolle des Psychologen Erik H. Eriksons bei der Erklärung der Ich-Identität. Eriksons Konzept der Ich-Identität baut auf Theorien der Psychoanalyse nach Sigmund Freud auf. Sie beschreibt die subjektive, in einer Selbstreflexion wahrgenommene Identität des Individuums, welche mit Formulierungen wie „Ich bin …“, „Ich bin Teil von …“ nach außen ausgedrückt wird.
Dieter Rucht kritisiert in seinem Beitrag die vernachlässigte konzeptionelle Analyse der kollektiven Identität und versucht sich an einer begrifflichen Annäherung an diese. Er unterscheidet kollektive Identität von den in der Ich-Psychologie verwendeten Konzepten personaler und sozialer Identität. Als Referenzpunkt der kollektiven Identität sieht er die Gruppe, nicht aber die Person oder Rolle. Die Identität der Gruppe wird durch das Auftreten als Gruppe charakterisiert, während die Verbundenheit physisch, symbolisch oder rhetorisch, sowohl nach innen als auch nach außen ausgedrückt werden kann. Rucht bezeichnet kollektive Identität auch als „Syndrom von Bewusstseins- und Ausdrucksformen von mindestens zwei Personen, welche um ihre Zusammengehörigkeit (als Paar, Gruppe, Klasse, Ethnie, Nation usw.) wissen, diese – im Regelfall – handlungspraktisch demonstrieren und insofern auch von ihrer Umwelt als zusammengehörig wahrgenommen werden“. Er setzt damit zum einen ein subjektives „Wir-sind-…-Gefühl“, zum anderen eine gewisse Vergemeinschaftung voraus. Die Vergemeinschaftung wird durch kontinuierliche Interaktion bzw. Organisation gefestigt und symbolisch nach außen getragen bzw. nach innen vermittelt.

## Herausbildung kollektiver Identitäten
Mehrere Theoretiker sozialer Bewegungen haben kollektive Identitäten als ein konstitutives Merkmal sozialer Bewegungen hervorgehoben. Die gemeinsamen Merkmale, die als Kriterien der Gruppenzugehörigkeit oder der Ausgrenzung dienen, lassen sich wie folgt differenzieren. Zum einen in Unterschiede, Gegensätze oder Widersprüche der objektiven Lebenslage, womit vor allem positionale Ungleichheiten, wie Klassenlagen und Elitepositionen gemeint sind; zum anderen in Unterschiede des Verhaltens in Lebensstilen und Kulturen. Zu den Dimensionen kollektiver Identität zählen also auch gemeinsame Sitten und Bräuche, geteilte Werte, gemeinsame Interessen und Solidarität. Kollektive Identität erfordert immer ein Mindestmaß von Bewusstsein und Selbstbewusstsein innerhalb der Gruppe.

### Spezifische Faktoren, welche die Herausbildung kollektiver Identitäten beeinflussen
1. Relativ hohe Homogenität der objektiven Lebenslage innerhalb potentieller Handlungskollektive sowie Dichotomie der Lebenslagen zwischen ihnen
2. Homogenität des Habitus und der Lebensstile
3. Alle unbewussten und bewussten Aspekte von Gruppenkulturen
4. Der Charakter der sozialen Organisiertheit
5. Die Herausbildung selbständiger Bewegungs- und Konfliktorganisationen
6. Der Charakter der Mobilisierung

Die Herausbildung stabiler gemeinsamer Lebensstile und Sitten entsteht nicht innerhalb kurzer Zeit – sie brauchen Zeit, um sich in einem Habitus zu verkörpern. Bei einer hohen geographischen Mobilität ist beispielsweise die Entstehung neuer regionaler Sitten selten, ebenso bei inter- und intragenerationeller Mobilität zwischen Klassen die Erhaltung von Klassenkulturen unwahrscheinlich. Hohe Mobilitäten üben allerdings einen gewissen Druck auf bereits bestehende Kollektive aus, was oftmals die Grundlage für Neu- und Umformungen bildet.

### Abgrenzung zwischen nicht-organisierten und organisierten kollektiven Identitäten
Mit Blick auf soziale Bewegungen und mit Bezug auf Gemeinschaften ist es ein wesentliches Merkmal kollektiver Akteure (gemeinsam ein Kollektiv), dass sie sich durch spezifische Formen des Organisierens auszeichnen. Sowohl soziale Bewegungen als auch Gemeinschaften beruhen auf impliziten und expliziten Regeln und ihre Mitglieder teilen ein bewusstes Zusammengehörigkeitsgefühl. Organisierte kollektive Identitäten werden auch als kollektive Akteure bezeichnet. Der Unterschied zu den nicht- bzw. unorganisierten Kollektiven liegt im Vorhandensein einer Interaktion innerhalb der Kollektive bzw. einem Zielgedanken. Menschen, welche z. B. aus Ekel keine tierischen Produkte zu sich nehmen und sich damit vegan ernähren, kann man als nicht-organisierte kollektive Identität sehen, da ihr Veganismus nur auf dem Vorhandensein des gemeinsamen Ekels beruht, jedoch nicht auf einem gemeinsamen Zielgedanken. Im Gegensatz dazu existieren die kollektiven Akteure, welche sich offiziell als Veganer, mit dem Ziel den Tierschutz oder Umweltaspekte zu verbessern, bezeichnen.

### Idealtypische Eigenschaften von Individuen, Organisationen und Kollektiven
Nach Ulrich Dolata und Jan-Felix Schrape lassen sich folgende Idealtypen sozialer Akteure nach ihren grundsätzlichen Eigenschaften unterscheiden:
|                     | Individuelle Akteure z. B. Nutzer                                               | Nicht-organisierte Kollektive z. B. Masse, Menge               | Kollektive Akteure z. B. Bewegungen, Gemeinschaften                               | Korporative Akteure z. B. Unternehmen, staatliche Organisationen, NGOs               |
| ------------------- | ------------------------------------------------------------------------------- | -------------------------------------------------------------- | --------------------------------------------------------------------------------- | ------------------------------------------------------------------------------------ |
| Handlungsfähigkeit  | Auf individueller Ebene                                                         | Keine eigenständige Strategiefähigkeit                         | Fähigkeit zum überindividuellen strategischen Handeln                             | Fähigkeit zum überindividuellen strategischen Handeln                                |
| Handlungsressourcen | Individuelle Ressourcen                                                         | Situative Aggregation individueller Ressourcen                 | Kollektive Ressourcen                                                             | Organisationale Ressourcen                                                           |
| Aktivitätsmuster    | Individuelles Verhalten und Handeln                                             | Kollektives Verhalten als Aggregation individueller Handlungen | Kollektives Handeln auf Basis von Konsens, Verhandlung, Abstammung                | Korporatives Handeln auf Basis formal-hierarchischer Strukturen                      |
| Entscheidungsmodus  | Individuelle Entscheidungen entlang individueller Präferenzen und Zielsetzungen | keine kollektive Entscheidungsfähigkeit                        | Strategische Entscheidungen abhängig von individuellen Präferenzen der Teilnehmer | Strategische Entscheidungen abgekoppelt von individuellen Präferenzen der Mitglieder |
| Stabilität          | –                                                                               | Gering                                                         | Kontextabhängig                                                                   | Hoch                                                                                 |

Die Basis der Tabelle bilden Typen sozialer Akteure, die sowohl in der Realität moderner Gesellschaften auftreten als auch im Internet: Individuen, Organisationen und Kollektive. Sie zeichnen sich durch jeweils spezifische Handlungsorientierungen, Wirklichkeitswahrnehmungen und Entscheidungsweisen sowie materielle und immaterielle Handlungsressourcen aus.

## Ursachen der Entstehung und Entwicklung von kollektiver Identität
Es existieren mehrere Ansätze, wie sich kollektive Identitäten bilden und welche spezifischen Faktoren in diesem Prozess eine bedeutende Rolle spielen. Es gibt sowohl soziobiologische, psychologische als auch symbolisch-interaktionistische Erklärungen für die Herausbildung kollektiver Identitäten. Der soziobiologische Ansatz geht davon aus, dass Gruppenidentitäten genetisch übertragbar sowie instinktiv verankert sein können. In psychologischen Erklärungen werden kollektive Identitäten als „Gruppenzugehörigkeitsgefühl“ beschrieben. Die symbolisch-interaktionistischen Ansätze sehen Kollektive Identitäten als notwendige Voraussetzungen aller gesellschaftlicher Beziehungen. Unterscheidungen zwischen „wir“ und „sie“ oder „ingroup“ und „outgroup“ entstehen aus sozialen Interaktionen, welche wiederum immer mit Stereotypenbildung, Herausbildung, Stilisierung und Homogenisierung verknüpft sind.
Im Gegensatz zu jenen Ansätzen, geht der Soziologe Veit-Michael Bader davon aus, dass kollektive Identitäten „in Situationen der Konkurrenz oder des Kampfes um als knapp erfahrene und definierte Ressourcen oder Belohnungen entstehen“. Diese Situationen werden durch die Prozesse der Wahrnehmung und Erfahrung von Gemeinsamkeiten und Unterschieden bestimmt. Kollektive Identitäten werden also in Konflikten konstituiert. Sie haben daher immer eine wirkliche gemeinsame Grundlage. Diese wirkliche Gemeinsamkeit des Habitus und der Sitten, ist die Grundlage für ein Gemeinschaftsgefühl.
Zu den spezifischen Faktoren, die im Prozess der kollektiven Identitätsbildung beteiligt sind, gehören jene, die unter „Herausbildung kollektiver Identitäten“ genannt wurden: Homogenität der objektiven Lebenslage, Homogenität des Habitus und der Lebensstile, bewusste und unbewusste Gruppenkulturen (Sitten, Bräuche, Rituale), soziale Organisiertheit, Herausbildung selbständiger Bewegungs- und Konfliktorganisationen sowie intern rekrutierte oppositionelle Eliten.

## Kollektive Identitäten und gemeinsame Interessen
Kollektive Identitäten entstehen in strategischen Handlungssituationen der Konkurrenz. In Konflikten werden neben positionalen Ungleichheiten, auch Lebensstile, Sitten und Werte zu „Interessen“; jene Interessen fungieren als Basis aller kollektiven Identitäten. Das Bestehen kollektiver Identitäten lässt sich jedoch nicht nur auf strategisch variable Interessen reduzieren. Bader unterscheidet zwischen vier verschiedenen Möglichkeiten sich am Bestand kollektiver Identitäten zu orientieren:
- affektiv auf die Gemeinschaft vertrauen
- traditional an kollektiver Identität orientieren
- wertrational an kollektiver Identität orientieren
- strategisch an kollektiver Identität orientieren

Die verschiedenen Aspekte kollektiver Identität haben für verschiedene Konfliktgruppen und Strategietypen wechselnde Bedeutungen. Sie sind vom Thema der Konflikte, von den Phasen der Mobilisierung, von der Eskalation der Konflikte und insbesondere von den jeweiligen Machtpositionen der Konfliktfraktionen abhängig. Manche Parteien (negativ Privilegierte) sind z. B. mehr auf kollektive Strategien angewiesen als andere (positiv Privilegierte).

## Kollektive Identität am Beispiel der Bewegungsforschung
Menschen, die einmal Teil einer sozialen Bewegung sind, welche mehr als einige hundert Personen umfasst und über einen längeren Zeitraum existiert, erleben ein Gefühl der Solidarität und Gemeinschaft untereinander. Teilweise entstehen kennzeichnende Subkulturen, die durch die soziale Bewegung gebildet werden. Diese Verbindung zwischen den Akteuren spielt eine entscheidende Rolle bei der Analyse des Prozesses kollektiver Identität bzw. wenn es darum geht zu verstehen, was kollektive Identität bedeutet.
Der Sozialpsychologe Gustave Le Bon bezeichnete in den 1920er und -30er Jahren jene Identifikationen des Individuums mit der Gruppe als irrationalen, unbewussten Vorgang sowie als Folge gesellschaftlichen Zusammenbruchs. Arbeiten der 1960er Jahre dagegen, vor allem die der Chicagoer Schule, sprachen sich für das rationale Handeln kollektiver Akteure aus. Bis in die Mitte der 1980er Jahre diktierte der Ressourcen-Mobilisierungs-Ansatz die Forschung in Anlehnung an die Arbeiten der Chicago-Schule, der sich hauptsächlich mit politischen Austauschprozessen und Gelegenheitsstrukturen auseinandersetzte bzw. wie Aktivisten und Organisationen diese Strukturen nutzten. Die Identifikationsprozesse der vorherigen Forschungsansätze ließ dieser weitestgehend unbeachtet. Aus diesem Grund beschäftigten sich Forscher in den folgenden Jahren wieder vermehrt mit kulturellen Aspekten und Konstruktionsprozessen sozialer Bewegungen bzw. kollektiver Identitäten. In den 1990er Jahren wandte sich die Forschung vermehrt identitätsorientierten Bewegungen wie zum Beispiel der Schwulen- und Lesbenbewegung, nationalistischen Bewegungen und Selbsthilfegruppen zu. Deren politische, kulturelle und lebensweltliche Konstruktion traten ins Zentrum der Aufmerksamkeit. Hier zeigte sich, dass Individuen sich mit Gemeinschaften, wie beispielsweise der Schwulen- und Lesbenbewegung identifizieren und Teil von ihnen werden. Dennoch darf, trotz identitätsorientierter Bewegungen wie dieser, der Prozess kollektiver Identität nicht mit der Identität der einzelnen Individuen gleichgesetzt werden. Die individuellen Identitäten müssen nicht mit der kollektiven Identität, welche in der Bewegung gebildet wurde, übereinstimmen. Anstatt die Selbstdefinition einzelner Akteure zu betrachten, muss man Konstruktionsprozesse, wie Kollektivität, Solidarität und Ausgrenzung innerhalb der kollektiven Identität ansehen.
In der europäischen Bewegungsforschung (Touraine und Kollegen) beschrieb das Konzept kollektiver Identität die Rolle bestimmter Bewegungen in einer sich verändernden Gesellschaft. In dieser Perspektive ist die einzig mögliche kollektive Identität konzeptionell vorgegeben: sie muss „Beauftragte“ gesellschaftlichen Wandels sein. Laut Touraine deutet der Identitätsbezug sozialer Bewegungen auf die Auflösung traditioneller Rollen in der postindustriellen Gesellschaft hin. In der traditionellen als auch in der industriellen Gesellschaft waren soziale Rollen festgelegt und vorgegeben, in der postindustriellen Gesellschaft dagegen immer instabiler. Indem Individuen den Bezug zu Identitäten herstellen, versuchen sie die eigene unsichere Position neu zu festigen.
Melucci versuchte mit seinem Ansatz die Lücke zwischen dem Ressourcen-Mobilisierungs-Paradigma und den handlungsorientierten Ansätzen der Sozialpsychologie zu schließen. Bei Melucci sind kollektive Identitäten Werkzeuge, um die Entstehung, Veränderung und Dauer sozialer Bewegungen zu analysieren.

## Kontroverse
Der Begriff der kollektiven Identität ist umstritten. Während die Existenz einer Identität als Person, die sich im Laufe unserer Sozialisation entwickelt, als bestätigt angesehen wird, bleibt die Begriffsdefinition kollektiver Identitäten für manche fraglich. Es steht außer Zweifel, dass eine Person gleichzeitig Teil mehrerer Gemeinschaften sein sowie soziale Grenzen überqueren kann.
Bernhard Giesen spricht von einer paradoxen Situation, in der man den Begriff der Identität nicht definitiv bestimmen kann. Damit ist nicht gemeint, dass es missverständlich ist, was unter dem Begriff der Identität zu verstehen ist, sondern, dass sich Kollektive selbst suspekt sind. Sie verbindet etwas, das nicht greifbar ist; weshalb Menschen dieser Unbestimmtheit einen Sinn geben. Die Intransparenz der Identität, sowohl der individuellen als auch der kollektiven, zwingt die Menschen dazu sie permanent neu zu erfinden. Gemeinschaften gestalten in ihrer Vorstellung eine kollektive Identität, welche sie z. B. durch Bilder, Flaggen, Denkmäler oder Lieder zum Ausdruck bringen.